# アポロニア (聖人)
聖アポロニア （Apollonia, 生年不詳 - 249年）は、ローマ帝国時代のアレクサンドリアで殉教したキリスト教徒。アレクサンドリアのアポロニアとも呼ばれる。東方正教会・コプト正教会・ローマ・カトリック教会で聖人とされている。祝日は2月9日。

## 来歴
言い伝えによると、彼女は歯を全て乱暴に引き抜かれたか、粉々にされるという拷問を受けたという。このために、アポロニアは歯科学や歯痛を患う者、歯に関する問題全ての守護聖人として崇敬されてきた。絵画においては、歯を引き抜くためのはさみ（時には歯）を手にした姿で描かれている。
キリスト教史家らは、フィリップス・アラブス帝（在位：244年 - 249年）統治最後の年に、別の記録のない祭典（ローマ建国1000年を記念するもの。紀元前753年が建国の年とされているので、紀元248年頃となる）が開催されている最中、詩人が災難が降りかかると預言し、アレクサンドリアの群衆の怒りが頂点に達した。彼らの怒りの矛先は、キリスト教徒への血なまぐさい暴行となって向けられた。貴族たちは暴動を防ぐのに何の手だても打たなかった。
アレクサンドリア司教ディオニシウス（在任：247年-265年）は、アンティオキア司教ファビウスに宛てた手紙の中で信徒の被害者と連携し、エウセビオスの時代から歯を抜くことが長く行われてきたと触れている。続きには、キリスト教徒の男女メトラスとクインタがどのように襲撃され群衆に殺されたか、どのようにキリスト教徒の家々が略奪に遭ったかつづられている。
当時アポロニアは、教会内の協力者を務め非常に尊敬されていた。暴徒らは彼女を襲い、繰り返し殴って彼女の歯全てを砕いてしまった。彼らは市の城門外にまき束の山をこしらえ、アポロニアが彼らの異教の神への崇拝の言葉を唱えなかったら、生きながらにして火にくべてやると脅した。彼女の願いが聞き届けられ、わずかな間に自由が与えられた。アポロニアは素早く火の中へ飛び込み、焼死した。
この悲惨な逸話は、ヤコブス・デ・ウォラギネの記した『黄金伝説』（1260年頃）によって広まり教訓とされた。
アポロニアと、初期キリスト教犠牲者たちは、死を望まなかったが自身の純潔を保つならば死ぬよう脅された。彼らは棄教か死かの選択に直面し、自発的に死を受け入れ、一部の人が考えたように、危険にも自殺を試みたのである（カトリックで自殺は認められない）。アウグスティヌスはこの疑問について著作『神の国』の中でふれている。
ディオニシウスの記した物語は、聖アポロニアのこの行為にわずかばかりの非難を暗示していない。彼の目には、彼女は他者と同様に十分な資格のある殉教者であった。そういう資格で、彼女はアレクサンドリアの教会で崇拝されたのである。やがて、彼女の祝日は西方教会で一般に広まった。後に伝説は誤って、ユリアヌス帝時代のローマで同じく歯を抜かれる拷問を受けたキリスト教徒の乙女として複写され広まった。

## 崇敬
ローマ・カトリック教会は、2月9日をアポロニアの祝日と定めた。彼女は歯痛に悩む者に人気がある。芸術作品では、彼女はペンチを手にしているか、歯を持つ姿で表される。14世紀後半、フランスの写本からの啓蒙が広範囲に流布した。アメリカ合衆国では、アポロニア像はポスターとして歯科医院にふさわしいとみなされた。彼女のペンチがはさむ聖なる歯は電球のように内側から光る。
聖アポロニアは、カターニアの守護聖人の一人である。

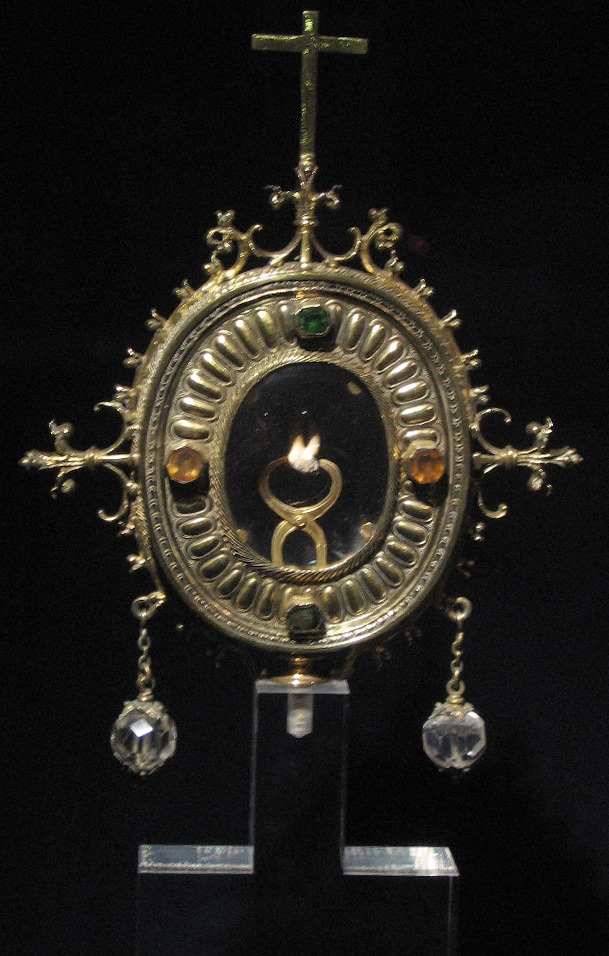
ポルト大聖堂内に保管されている聖アポロニアの歯とみなされるものを含んだ聖骨箱

ウィリアム・ウォルシュは1897年に自身の著作の中で記している。
聖アポロニアの遺物のほとんどは、ローマのかつてのサンタ・アポロニア教会内に保存されている。その頭部はサンタ・マリア・イン・トラステヴェレ聖堂に、彼女の腕はサン・ロレンツォ・フオーリ・レ・ムーラ大聖堂に、あごの一部は聖バシレイオス教会に、残りの遺物はそれぞれアントウェルペンのキリスト教会、ブリュッセルの聖オギュスト教会、メヘレン、リエージュ、ポルト大聖堂のトレサリー、ケルン市内の数軒の教会に納められている。これらの遺物の中には、歯が一本だけという例や、骨の破片だけというケースがある。
かつてローマのトラステヴェーレ地区に、アポロニアに献堂された教会があった（サンタ・マリア聖堂近く）が、今は存在しない。小さなサンタ・アポロニア広場があるのみである。リスボンの主要鉄道駅の一つは、聖アポロニアの名前にちなんでいる。フランス・ロクロナンの教会に、アポロニア像がある。

## イングランドでの信仰
イングランドでは、16世紀の宗教弾圧を生き延びた多くのカトリック教会の中に、52ものアポロニア像があることが知られている。デヴォンとイースト・アングリアに集中している。これらの像のほとんどが、十字架のキリスト像のパネルか、ステンドグラスの中にある。